# Cardinal de Suslin
En teoría de conjuntos, un cardinal de Suslin es un cardinal λ < Θ para el existe un conjunto {\displaystyle P\subset 2^{\omega }} que es λ-Suslin pero P no es λ'-Suslin para cualquier λ' < λ. Recibe su nombre del matemático ruso Mijaíl Y. Suslin (1894-1919).